# Ubojice cvjetnog mjeseca (2023.)
Ubojice cvjetnog mjeseca američki je epski vestern kriminalistički film iz 2023. koji je napisao, producirao i režirao Martin Scorsese. Eric Roth i Scorsese temeljili su svoj scenarij na publicističkoj knjizi Davida Granna iz 2017. Smješten 1920-ih u Oklahomi, fokusiran je na niz ubojstava članova Osage Indijanaca i odnose među njima, nakon što je nafta otkrivena na plemenskoj zemlji. Članovi plemena zadržali su prava na minerale u svom rezervatu, ali korumpirani lokalni politički šef pokušao je ukrasti bogatstvo.
Leonardo DiCaprio, Robert De Niro i Lily Gladstone predvode glumačku postavu, uključujući druge glumce, među kojima su: Jesse Plemons, Tantoo Cardinal, John Lithgow i Brendan Fraser. To je šesta igrana filmska suradnja između Scorsesea i DiCaprija, deseta između Scorsesea i De Nira, druga između Scorsesea i oba glumca ukupno, te jedanaesta i posljednja između Scorsesea i skladatelja Robbieja Robertsona, koji je umro dva mjeseca prije izlaska filma. Film je posvećen Robertsonu.

## Radnja
Pripadnici indijskog plemena Osage u Sjedinjenim Državama ubijeni su pod misterioznim okolnostima 1920-ih, nakon otrkrića nafte na njihovom teritoriju, što je izazvalo veliku istragu FBI-ja, u kojoj je sudjelovao J. Edgar Hoover.
Jedna od središnjih figura je Mollie Burkhart jer je igrom slučaja preživjela eksploziju koja je u njenoj kući ubila niz članova obitelji. Svima je ubrzo postalo jasno da se ne radi o slučajnoj nesreći, posebno nakon što joj je još jedna sestra umrla od 'neobične bolesti', druga je ubijena u polju, a majka joj je otrovana. Iako su pripadnici obitelji uložili tada ogromnu svotu od 20 tisuća dolara kako bi potaknuli istragu, agenti FBI-ja nailazili su na često nepremostive prepreke, a njih je upravo Scorsese vješto prikazao u filmu.

## Glumačka postava
- Leonardo DiCaprio kao Ernest Burkhart, pohlepni i lakovjerni veteran Prvog svjetskog rata koji se koristi kao pijun u ubojstvima
- Robert De Niro kao William King Hale, Ernestov ujak
- Lily Gladstone kao Mollie Kyle, Ernestova žena
- Jesse Plemons kao Thomas Bruce White Sr., BOI agent koji vodi istragu ubojstva
- Tantoo Cardinal kao Lizzie Q, Molliena majka
- John Lithgow kao Peter Leaward, glavni tužitelj na suđenjima Haleu i Burkhartu
- Brendan Fraser kao W. S. Hamilton, Haleov odvjetnik

## Vanjske poveznice
- Ubojice cvjetnog mjeseca u internetskoj bazi filmova IMDb-a